# Idaho
Pour les articles homonymes, voir Idaho (homonymie).
L'Idaho (/i.da.o/ ; prononcé en anglais : /ˈaɪ.də.hoʊ/) est un État du Nord-Ouest des États-Unis, bordé à l'ouest par l'État de Washington et l'Oregon, au sud par le Nevada et l'Utah et à l'est par le Montana et le Wyoming. L'Idaho comporte également une frontière avec la province canadienne de la Colombie-Britannique.
C'est un État des montagnes Rocheuses réputé pour ses paysages composés de hauts sommets enneigés, de cascades, de vastes lacs et de profonds canyons. La vie sauvage y est encore en grande partie préservée. L'identité de l'État de l'Idaho est indissociable des sports d'hiver, car chaque ville possède dans son voisinage sa station de ski.
En raison de son dynamisme démographique, l'Idaho se classe au sixième rang des États américains par l'augmentation de la population et comptait une population de 1 964 726 habitants en 2023.

## Origine du nom
Idaho est un mot inventé. Le lobbyiste George M. Willing a présenté le nom d'« Idaho » au Congrès pour un nouveau territoire dans les montagnes Rocheuses, affirmant qu'il s'agissait d'un mot indien shoshone, signifiant « diamant des montagnes » ou de l'Apache des Plaines ídaahę́. Au moment où la supercherie a été découverte, le nom d'« Idaho » était déjà en usage courant,.

## Histoire
La région de l'Idaho est sans doute habitée depuis environ 14 500 ans. La découverte de flèches en 1959 dans la Wilson Butte Cave, près de Twin Falls, a donné la preuve d'une activité humaine parmi les plus anciennes datées en Amérique du Nord. Les tribus amérindiennes les plus importantes étaient les Nez-Percés au nord et les Shoshones au sud.
Une présence précoce de trappeurs franco-canadiens est visible dans les noms et toponymes qui ont survécu à ce jour: Nez-Percés, Cœur d'Alène, Boise, Payette, entre autres. Certains datent d’avant l’expédition Lewis et Clark et les expéditions de l'American Fur Company qui eux-mêmes incluaient un nombre important de Franco-Canadiens et de guides Métis recrutés pour leur connaissance du terrain. Le missionnaire jésuite belge Pierre-Jean De Smet installe une mission au bord du Lac des Prêtres dans les années 1840, appelé « lac des robes noires » par les indiens.
L'Idaho, en tant que partie du pays de l'Oregon, était revendiqué et par les États-Unis et par le Royaume-Uni jusqu'à ce que l'Union en gagne la juridiction en 1846. Entre cet événement et la création du Territoire de l'Idaho en 1863, des parties du territoire actuel de l'État sont données aux territoires de l'Oregon, de Washington et du Dakota. Le nouveau territoire est quant à lui composé d'une grande partie des États actuels de l'Idaho, du Montana et du Wyoming.
Après quelques tribulations dans le territoire, par exemple le transfert chaotique de la capitale territoriale depuis Lewiston jusqu'à Boise, et une tentative fédérale de séparer le territoire en deux entre le Territoire de Washington et l'État du Nevada, l'Idaho devint un État le 3 juillet 1890.
Le gouverneur de l'Idaho décrète l'état de siège en 1892 et demande l'intervention des troupes fédérales pour réprimer un important mouvement de grève. À la tête de 1 500 soldats, le général Schofield fait arrêter 600 ouvriers et ordonne aux propriétaires de renvoyer tous les ouvriers syndiqués. Quand les mineurs repartirent en grève en 1899, Schofield reproduisit la même tactique.
L'économie du nouvel État, autrefois principalement minière, est aujourd'hui essentiellement agricole et touristique.

## Géographie

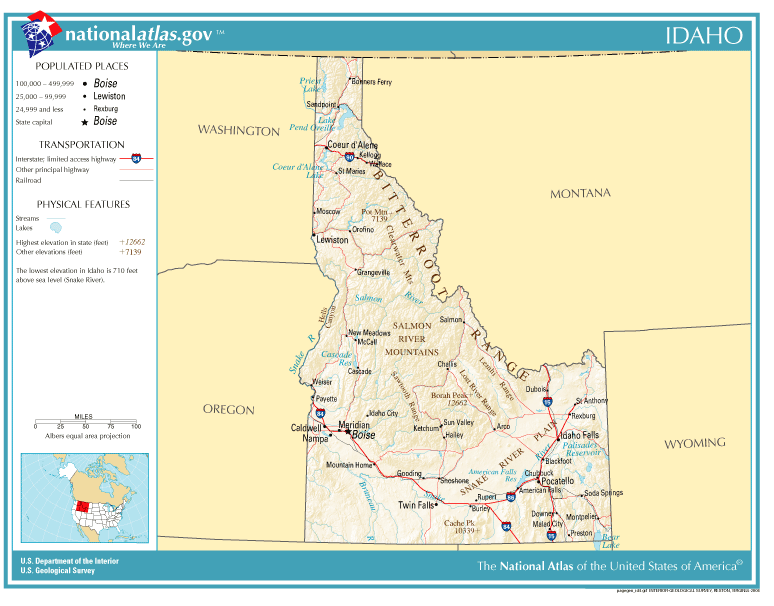
Carte géophysique de l'Idaho.

### Territoire
L'État de l'Idaho a une surface terrestre de 216 632 km2 qui le classe au 11e rang des États américains. Le territoire s'étend entre 42 et 49 degrés de latitude nord et entre 111°03’ et 117°15’ de latitude ouest. L'État a une forme singulière. La portion nord de son territoire s'apparente en effet à une queue de poêle et forme la région du Panhandle de l'Idaho. Elle est rattachée au fuseau horaire du Pacifique (UTC−08:00) alors que le reste de l'Idaho appartient au fuseau horaire de la Montagne (UTC−07:00). Une ligne de crête empruntant la ligne continentale de partage des eaux dans sa section sud sert en partie de frontière à l'est entre l'Idaho et l'État du Montana tandis qu'à l'ouest la rivière Snake sert en partie de frontière entre l'Idaho et les États de l'Oregon et de Washington. Les autres frontières suivent des méridiens ou des parallèles.

### Relief

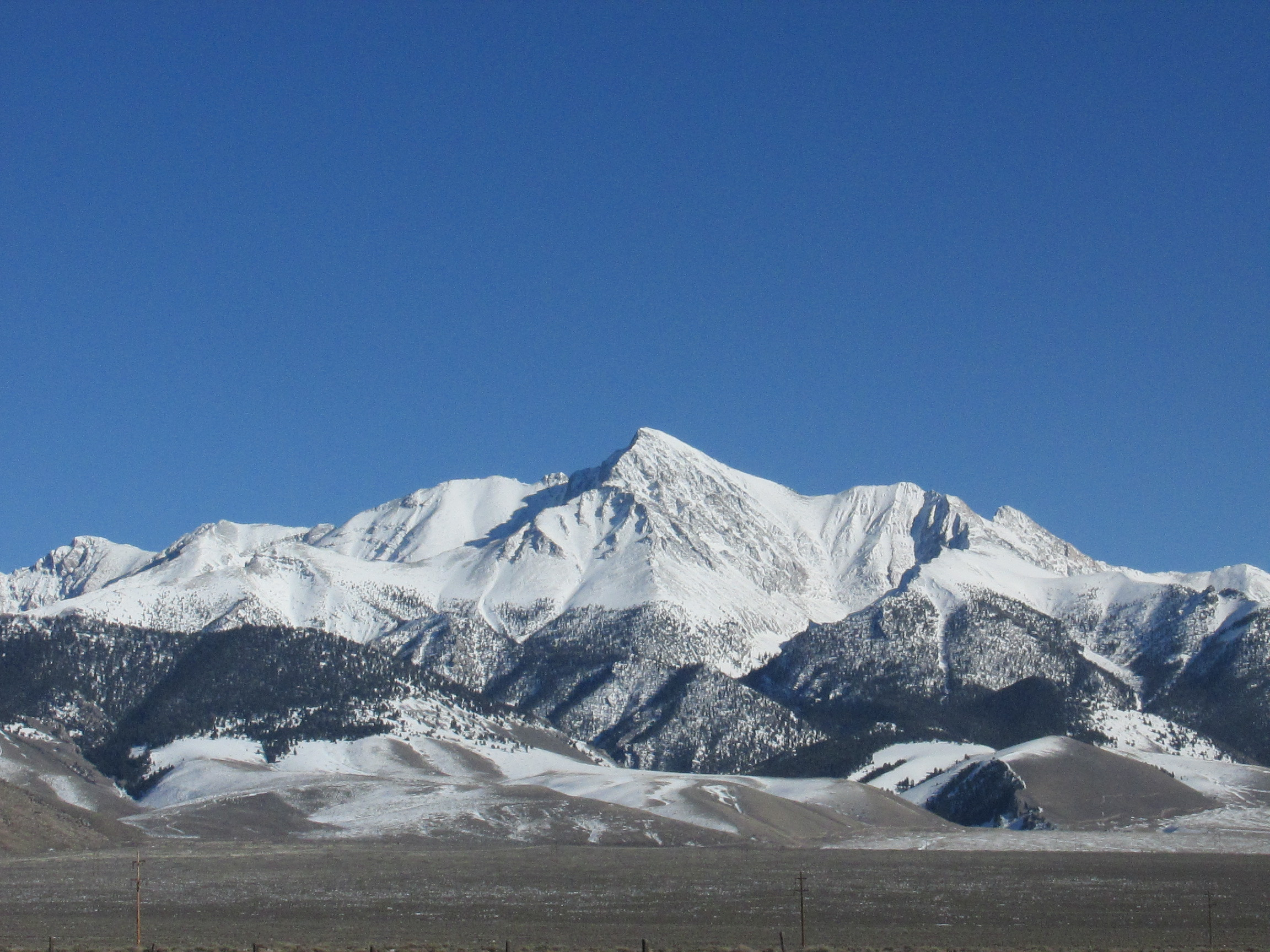
Pic Borah (3859 m).

L'Idaho, avec une altitude moyenne de 1 524 m, est un État montagneux comme les autres États appartenant à la région des montagnes Rocheuses. Cet État présente un relief varié fait de plaines, de montagnes et de canyons. Le pic Borah, avec une altitude de 3 859 m, en est le point le plus élevé. Le point le moins élevé est situé à Lewiston, 224 m d'altitude, à la confluence de la Snake et de la Clearwater. Le centre de l'État est constitué essentiellement de hauts massifs montagneux, avec notamment les Montagnes de la Salmon River.
Au sud de l'Idaho une large plaine alluviale en forme de croissant appelée la plaine de la rivière Snake, du nom du principal cours d'eau qui la traverse, occupe 25 % de la surface de l'État. Cette plaine abrite notamment la ville de Boise, la plus grande ville de l'État, située à une altitude de 824 m. La Snake est une puissante rivière qui a creusé plusieurs canyons, dont le plus profond des États-Unis, le Hells Canyon, à la frontière entre l'Oregon et l'Idaho.

### Faune, flore et minéraux

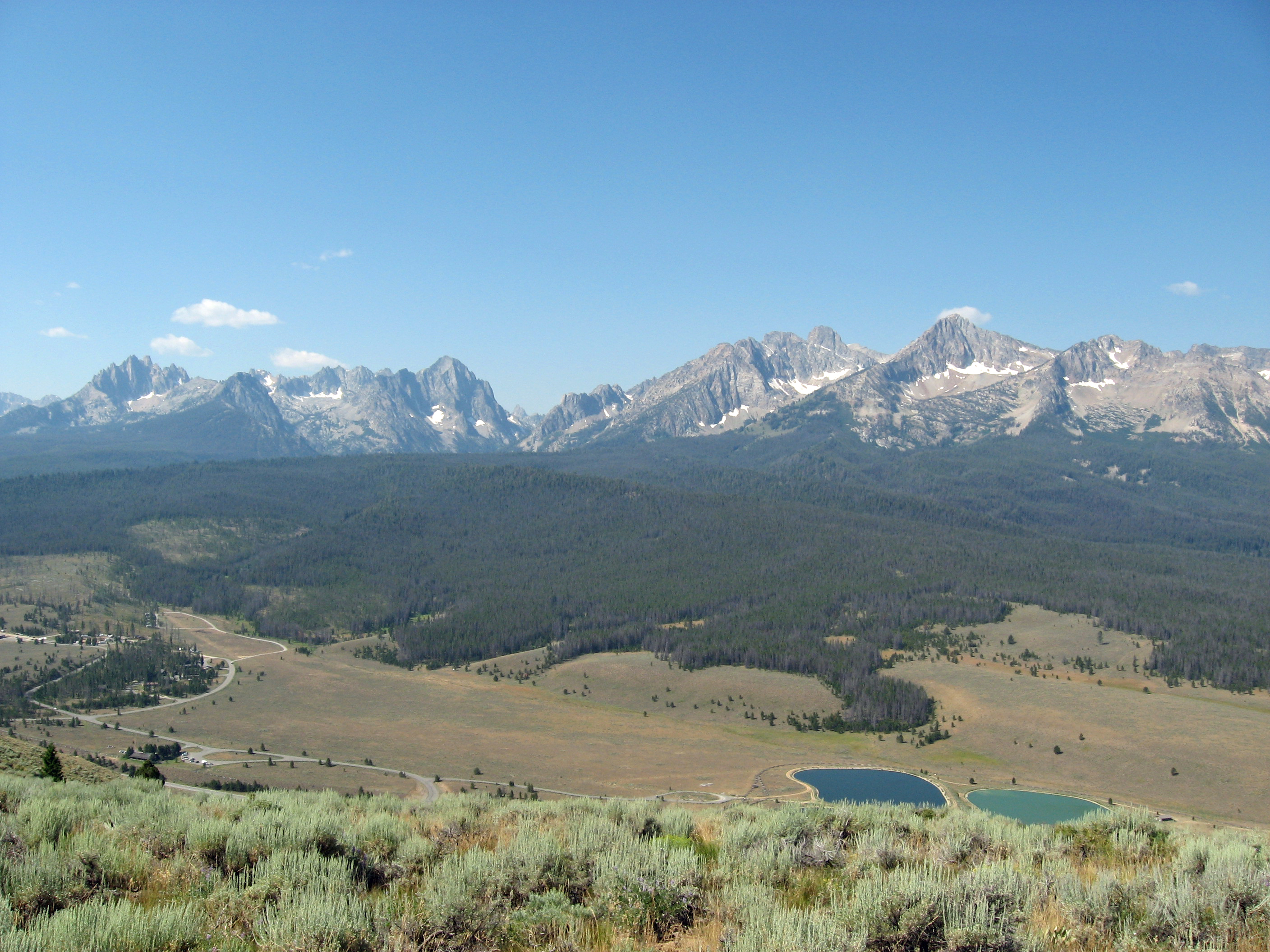
Paysage du chaînon Sawtooth dans l'Idaho.

Environ 41 % de la surface de l'Idaho est recouverte de forêt. Celle-ci occupe surtout les montagnes Rocheuses du nord et du centre de l'État. Les conifères sont particulièrement bien représentés avec différentes variétés de pins, de sapins, d'épicéas et de cèdres. Le Pin ponderosa, résistant à la sécheresse, pousse dans les régions qui reçoivent moins de 500 mm de précipitations par an. Parmi les autres espèces locales on trouve le sapin de Douglas, le cèdre rouge de l'ouest et l'épinette des plaines. Le peuplier est également assez commun dans le sud et le bouleau dans la Panhandle. La plus grande partie du sud de l'État est aride et couverte de petits arbustes et d'une végétation des steppes.
La plupart des mammifères de grande taille des États-Unis sont présents à l'état sauvage dans l'Idaho, comme l'antilope, le wapiti, le grizzli, le lynx, le cerf mulet et le cerf de Virginie. Un certain nombre de petits mammifères sont aussi représentés comme le castor, le coyote, le renard roux, la loutre, le blaireau, la belette, le vison, la marmotte et le raton-laveur.
L'Idaho sert également de lieu de passage à plusieurs centaines d'oiseaux migrateurs en direction du sud à l'automne comme le canard colvert et la bernache du Canada.
Le Sénat autorise en 2021 l'abattage de 90 % des loups de l’État afin de ramener leur population de 1 500 individus à 150.

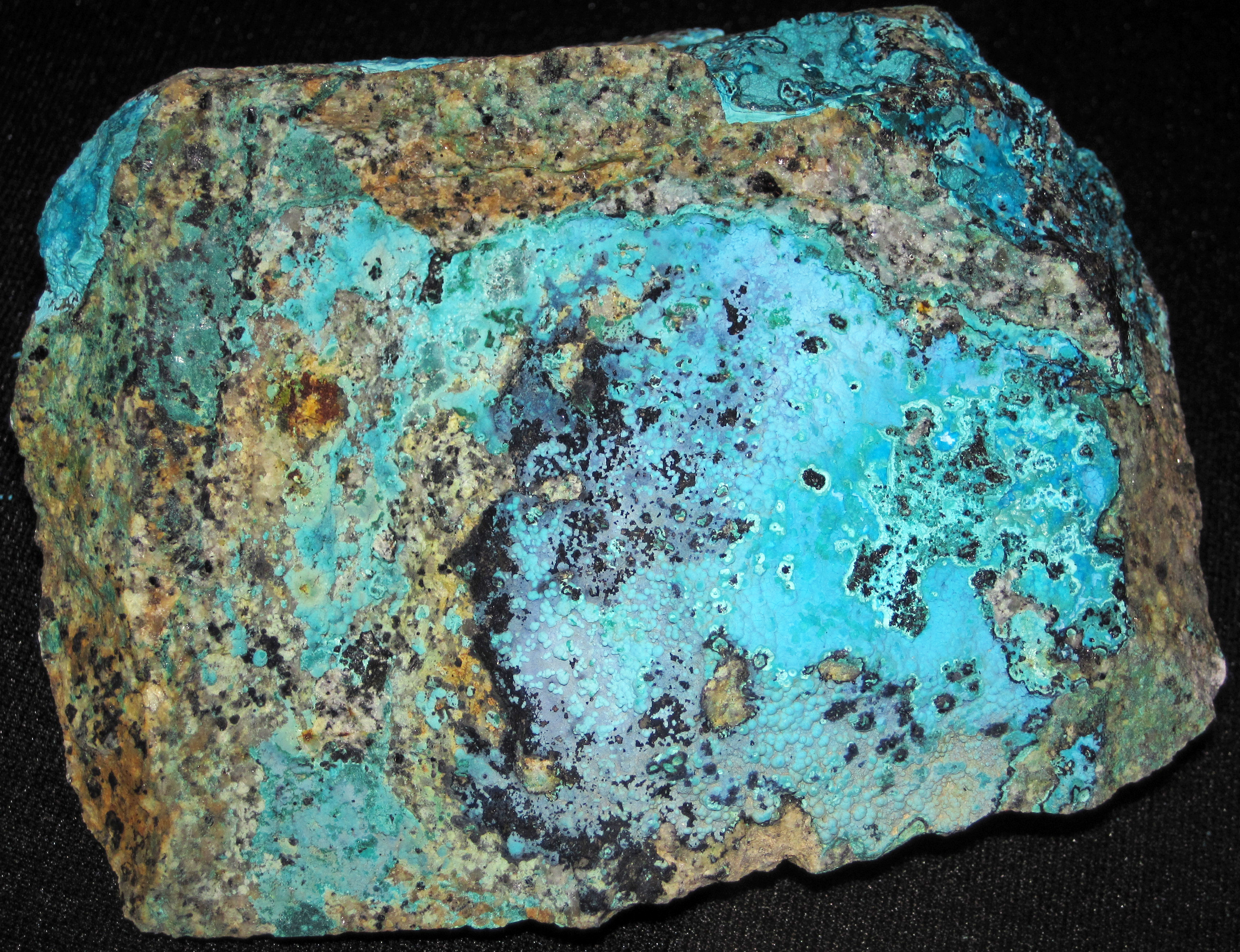
Chrysocolle, mine de Blue Jay.

### Climat
Bien que l'ouest de l'État soit distant de plus de 500 km des côtes du Pacifique, l'influence maritime s'y fait encore ressentir, surtout en hiver lorsque les nuages sont les plus nombreux et les précipitations les plus abondantes. Ainsi malgré l'altitude élevée de l'État, les hivers y sont moins rigoureux que dans les plaines centrales du Midwest situées à la même latitude. Cette influence maritime est moindre dans le sud-est de l'État, où l'hiver est à l'inverse la saison la plus sèche. Les précipitations sont globalement faibles mais les variations sont importantes d'un point à un autre, notamment en raison du relief. Les plaines ont un climat semi-aride avec des précipitations comprises entre 200 et 500 mm/an tandis que les montagnes ont un climat assez humide avec des précipitations pouvant dépasser les 1 000 mm/an. Ainsi à Bruneau, située dans la plaine de la rivière Snake, on n'enregistre que 192 mm de précipitations annuelles tandis qu'à Pierce, située dans les montagnes Rocheuses du centre de l'Idaho, on enregistre 1 076 mm. En hiver d'importantes chutes de neige peuvent se produire, rendant de nombreux secteurs difficiles d'accès durant de longues périodes.
| Mois                | Mois | Jan  | Fév  | Mars | Avr  | Mai  | Juin | Juil | Août | Sep  | Oct  | Nov  | Déc  |
| ------------------- | ---- | ---- | ---- | ---- | ---- | ---- | ---- | ---- | ---- | ---- | ---- | ---- | ---- |
| Boise (825 m)       | max. | 2,4  | 6,8  | 11,6 | 16,3 | 21,7 | 27.2 | 32,3 | 31,2 | 25,0 | 18,1 | 9,3  | 3,2  |
| Boise (825 m)       | min. | -5,8 | -2,5 | -0,1 | 2,6  | 6,6  | 11,2 | 14,3 | 13,8 | 9,0  | 3,9  | -0,5 | -5,3 |
| Lewiston (439 m)    | max. | 4,2  | 8,1  | 11,9 | 16,4 | 21,2 | 26,6 | 31,7 | 31,3 | 25,1 | 17,3 | 8,9  | 4,6  |
| Lewiston (439 m)    | min. | -2,4 | -0,3 | 1,5  | 4,3  | 8,1  | 12,2 | 15,1 | 14,9 | 10,5 | 5,2  | 1,3  | -1,8 |
| Pocatello (1 362 m) | max. | 0,1  | 3,6  | 8,2  | 14,2 | 19,7 | 25,6 | 31,2 | 30,2 | 23,9 | 16,9 | 7,3  | 0,9  |
| Pocatello (1 362 m) | min. | -9,8 | -6,8 | -3,4 | 0,2  | 4,2  | 8,5  | 11,7 | 10,5 | 6,0  | 0,8  | -3,3 | -9,0 |

### Hydrographie

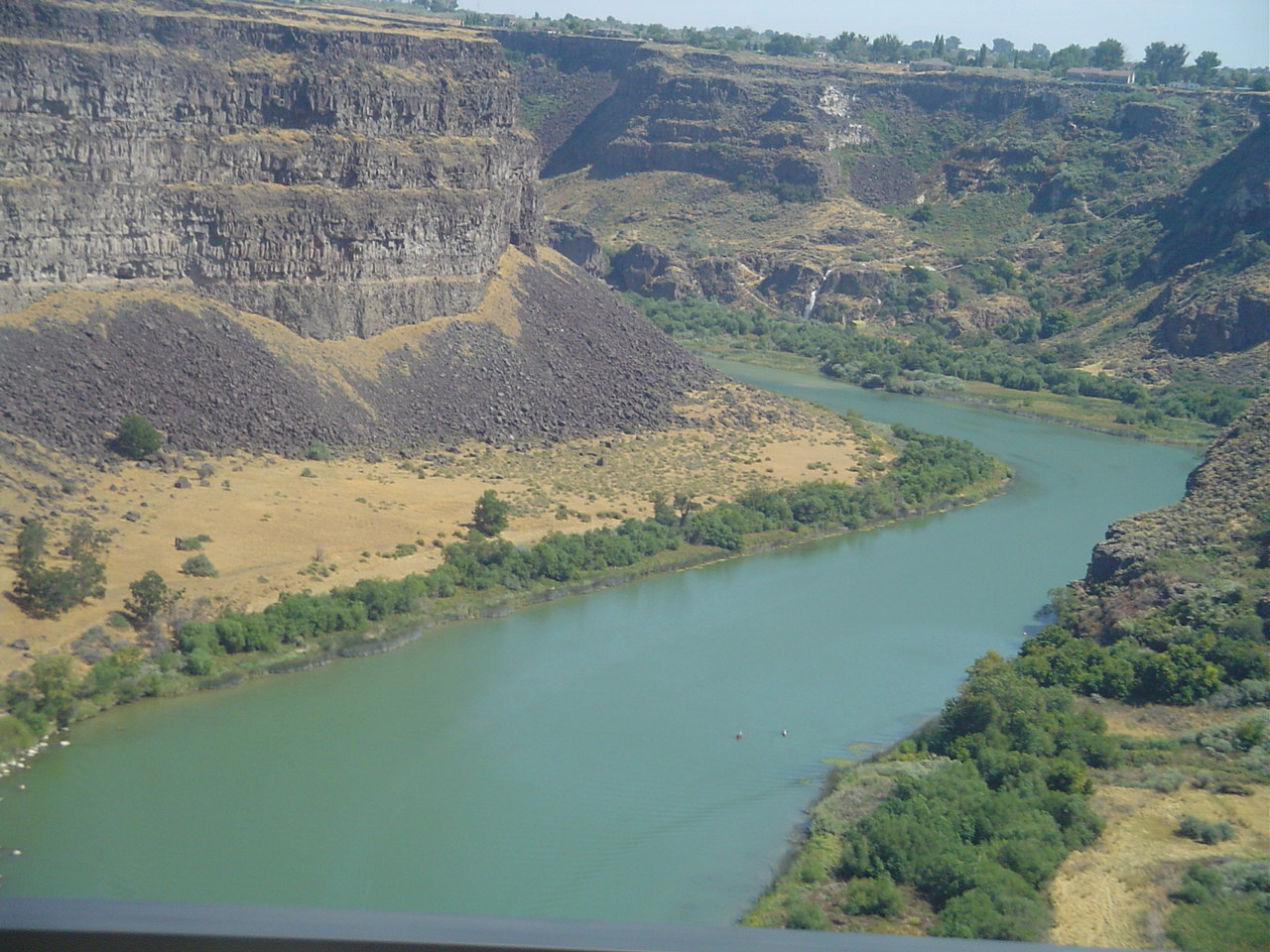
La Snake River dans l'Idaho.

L'État de l'Idaho se trouve à l'ouest de la ligne continentale de partage des eaux d'Amérique du Nord et les cours d'eau s'écoulent donc tous en direction du Pacifique. Ce sont des affluents ou des sous-affluents du fleuve Columbia qui se jette dans cet océan. Toutefois une petite portion de l'Idaho située à l'extrême sud-est fait exception. Les cours d'eau s'y dirigent vers le Grand Lac Salé et appartiennent au Grand Bassin des États-Unis.
La rivière Snake est le principal cours d'eau de l'État et draine plus de 80 % du territoire.
Les principaux affluents de la Snake River coulant dans l'Idaho se nomment:
- la Salmon River
- la Payette
- la Clearwater
- la rivière Bruneau
- la rivière Boise
- l'Owyhee.

L'extrémité nord de l'Idaho Panhandle est drainé par les affluents du fleuve Columbia suivants :
- le Kootenay
- la Pend Oreille, dont l’origine est le lac Pend Oreille
- la Spokane River.

La région appartenant au Grand Bassin est drainée par la Bear River, le plus important des tributaires du Grand Lac Salé.

### Lacs

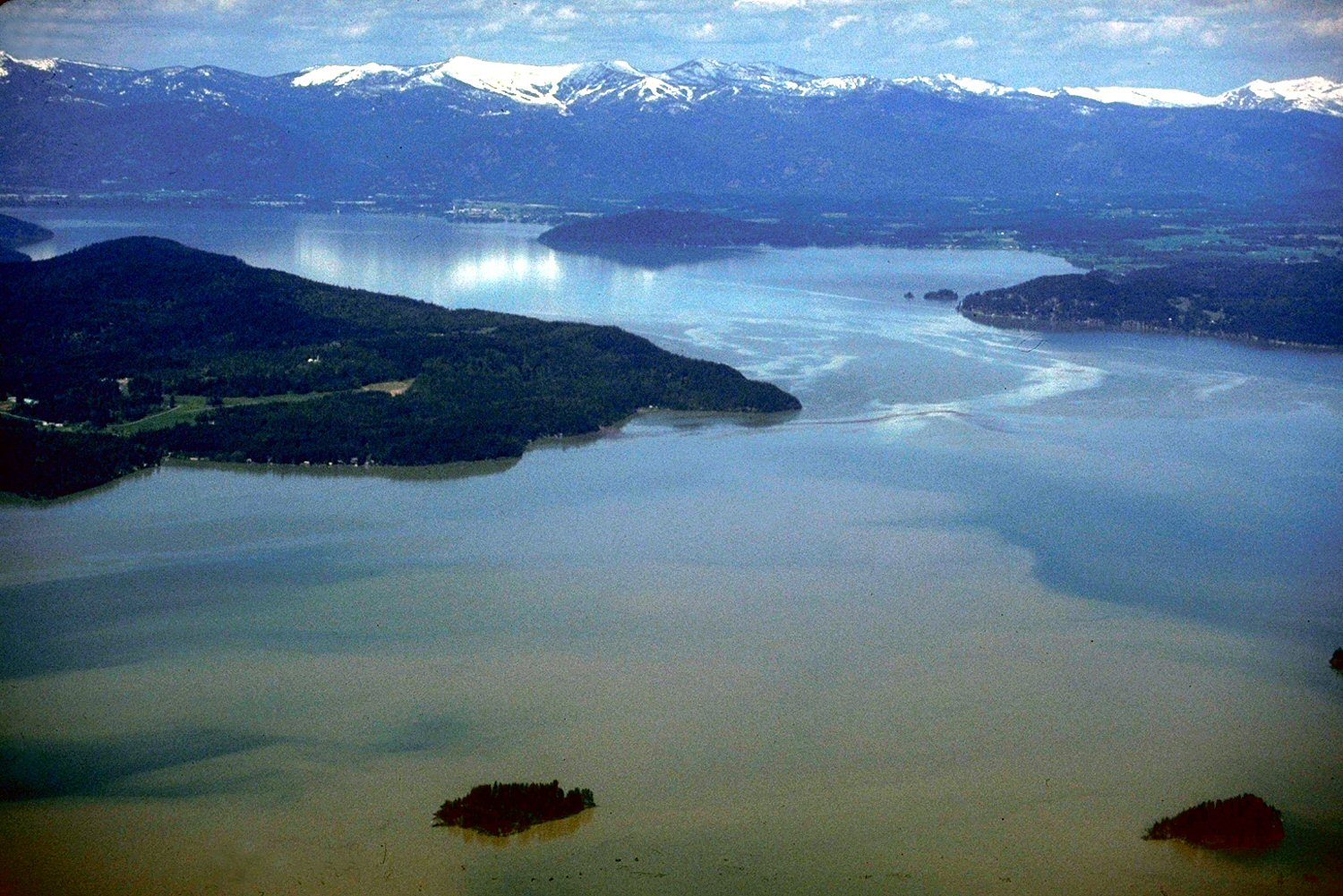
Le lac Pend Oreille.

L'Idaho possède un grand nombre de lacs. Les plus grands se trouvent dans l'Idaho Panhandle. Le plus vaste d'entre eux est le lac Pend Oreille, 345 km2, qui est par ailleurs le cinquième plus profond des États-Unis. Le lac est alimenté par la rivière Clark Fork et la rivière Pack et a pour émissaire la rivière Pend Oreille. Les autres plus importants lacs se nomment :
- Cœur d'Alene
- Payette Lake (McCall)
- Redfish Lake, Alturas Lake, Petit Lake, Sawtooth Lake

### Curiosités naturelles et touristiques

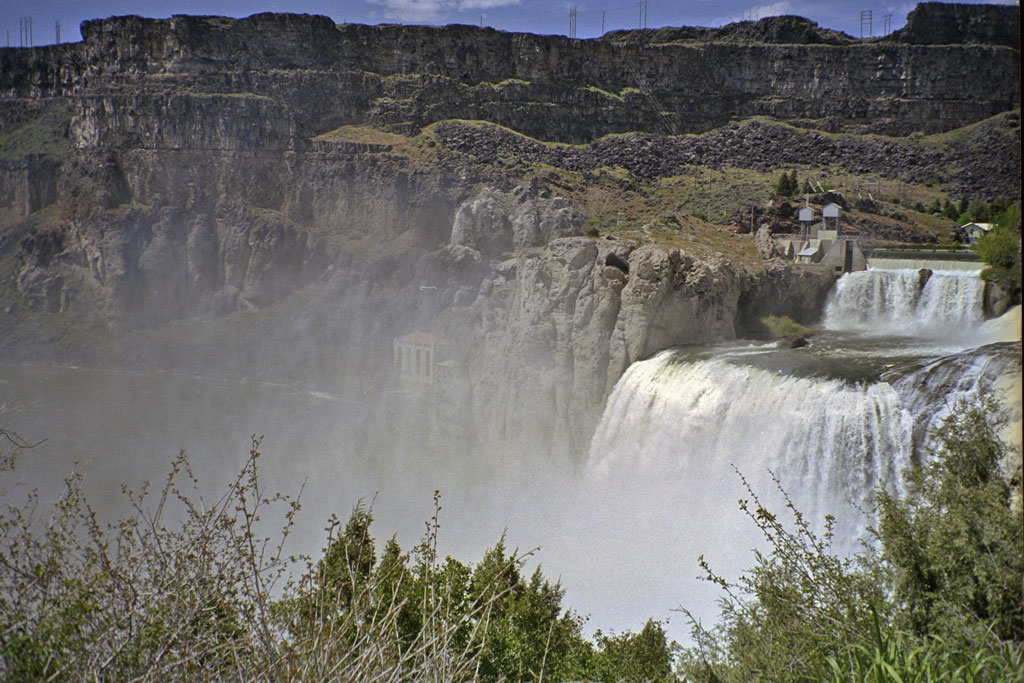
Les chutes de Shoshone.

L'État abrite de nombreuses curiosités naturelles (voir liste ci-dessous). Parmi celles-ci citons les chutes de Shoshone. Les eaux de la Snake River y plongent depuis des falaises abruptes d'une hauteur supérieure à celle des chutes du Niagara ; ce qui leur vaut le surnom de « chutes du Niagara de l'Ouest ».
- Hells Canyon
- une petite section du parc national de Yellowstone, dont la plupart est au Wyoming
- le parc d'État de Massacre Rocks
- le monument national et réserve nationale Craters of the Moon
- la réserve nationale de City of Rocks
- la Farragut State Park
- le Balanced Rock à Twin Falls

## Subdivisions administratives

### Comtés
L'État de l'Idaho est divisé en 44 comtés.

### Agglomérations

#### Aires métropolitaines et micropolitaines
Le Bureau de la gestion et du budget a défini six aires métropolitaines et dix aires micropolitaines dans ou en partie dans l'État de l'Idaho.
| Zone urbaine     | Population (2010) | Population (2013) | Variation (2010-2013) | Rang national (2013) |
| ---------------- | ----------------- | ----------------- | --------------------- | -------------------- |
| Boise City, ID   | 616 561           | 650 288           | 5,5 %                 | 83                   |
| Cœur d'Alene, ID | 138 494           | 144 265           | 4,2 %                 | 283                  |
| Idaho Falls, ID  | 133 265           | 137 073           | 2,9 %                 | 291                  |
| Pocatello, ID    | 82 839            | 83 249            | 0,5 %                 | 372                  |
| Lewiston, ID-WA  | 39 265 (60 888)   | 39 915 (62 025)   | 1,7 % (1,9 %)         | (380)                |
| Logan, UT-ID     | 12 786 (125 442)  | 12 854 (129 763)  | 0,5 % (3,4 %)         | (302)                |

| Zone urbaine      | Population (2010) | Population (2013) | Variation (2010-2013) | Rang national (2013) |
| ----------------- | ----------------- | ----------------- | --------------------- | -------------------- |
| Twin Falls, ID    | 99 604            | 102 471           | 2,9 %                 | 26                   |
| Rexburg, ID       | 50 778            | 50 377            | -0,8 %                | 210                  |
| Blackfoot, ID     | 45 607            | 45 290            | -0,7 %                | 257                  |
| Burley, ID        | 43 021            | 43 623            | 1,4 %                 | 272                  |
| Sandpoint, ID     | 40 877            | 40 699            | -0,4 %                | 305                  |
| Moscow, ID        | 37 244            | 38 078            | 2,2 %                 | 337                  |
| Hailey, ID        | 27 701            | 27 686            | -0,1 %                | 449                  |
| Mountain Home, ID | 27 038            | 26 170            | -3,2 %                | 462                  |
| Ontario, OR-ID    | 22 623 (53 936)   | 22 610 (53 089)   | -0,1 % (-1,6 %)       | (185)                |
| Jackson, WY-ID    | 10 170 (31 464)   | 10 275 (32 543)   | 1,0 % (3,4 %)         | (406)                |

En 2010, 91,1 % des Idahoains résidaient dans une zone à caractère urbain, dont 65,3 % dans une aire métropolitaine et 25,8 % dans une aire micropolitaine. L'aire métropolitaine de Boise City regroupait à elle seule 39,3 % de la population de l'État.

#### Aires métropolitaines combinées
Le Bureau de la gestion et du budget a également défini quatre aires métropolitaines combinées dans ou en partie dans l'État de l'Idaho.
| Zone urbaine                               | Population (2010) | Population (2013) | Variation (2010-2013) | Rang national (2013) |
| ------------------------------------------ | ----------------- | ----------------- | --------------------- | -------------------- |
| Boise City-Mountain Home-Ontario, ID-OR    | 666 222 (697 535) | 699 068 (729 547) | 4,9 % (4,6 %)         | (65)                 |
| Idaho Falls-Rexburg-Blackfoot, ID          | 229 650           | 232 740           | 1,4 %                 | 124                  |
| Spokane-Spokane Valley-Cœur d'Alene, WA-ID | 138 494 (666 247) | 144 265 (679 989) | 4,2 % (2,1 %)         | (71)                 |
| Pullman-Moscow, WA-ID                      | 37 244 (82 020)   | 38 078 (84 648)   | 2,2 % (3,2 %)         | (162)                |

### Municipalités
L'État de l'Idaho compte 200 municipalités, dont 22 de plus de 10 000 habitants.
| Rang | Municipalité  | Comté      | Population (2010) | Population (2013) | Variation (2010-2013) |
| ---- | ------------- | ---------- | ----------------- | ----------------- | --------------------- |
| 1    | Boise City    | Ada        | 205 671           | 214 237           | 4,2 %                 |
| 2    | Nampa         | Canyon     | 81 557            | 86 518            | 6,1 %                 |
| 3    | Meridian      | Ada        | 75 092            | 83 596            | 11,3 %                |
| 4    | Idaho Falls   | Bonneville | 56 813            | 58 292            | 2,6 %                 |
| 5    | Pocatello     | Bannock    | 54 255            | 54 350            | 0,2 %                 |
| 6    | Caldwell      | Canyon     | 46 237            | 48 957            | 5,9 %                 |
| 7    | Cœur d'Alene  | Kootenai   | 44 137            | 46 402            | 5,1 %                 |
| 8    | Twin Falls    | Twin Falls | 44 125            | 45 981            | 4,2 %                 |
| 9    | Lewiston      | Nez-Percés | 31 894            | 32 401            | 1,6 %                 |
| 10   | Post Falls    | Kootenai   | 27 574            | 29 357            | 6,5 %                 |
| 11   | Rexburg       | Madison    | 25 484            | 26 520            | 4,1 %                 |
| 12   | Moscow        | Latah      | 23 800            | 24 534            | 3,1 %                 |
| 13   | Eagle         | Ada        | 19 908            | 21 646            | 8,7 %                 |
| 14   | Kuna          | Ada        | 15 210            | 16 532            | 8,7 %                 |
| 15   | Ammon         | Bonneville | 13 816            | 14 460            | 4,7 %                 |
| 16   | Chubbuck      | Bannock    | 13 922            | 14 125            | 1,5 %                 |
| 17   | Mountain Home | Elmore     | 14 206            | 13 805            | -2,8 %                |
| 18   | Hayden        | Kootenai   | 13 294            | 13 681            | 2,9 %                 |
| 19   | Blackfoot     | Bingham    | 11 899            | 11 854            | -0,4 %                |
| 20   | Garden City   | Ada        | 10 972            | 11 260            | 2,6 %                 |
| 21   | Jerome        | Jerome     | 10 890            | 11 038            | 1,4 %                 |
| 22   | Burley        | Cassia     | 10 345            | 10 456            | 1,1 %                 |

## Démographie

### Population

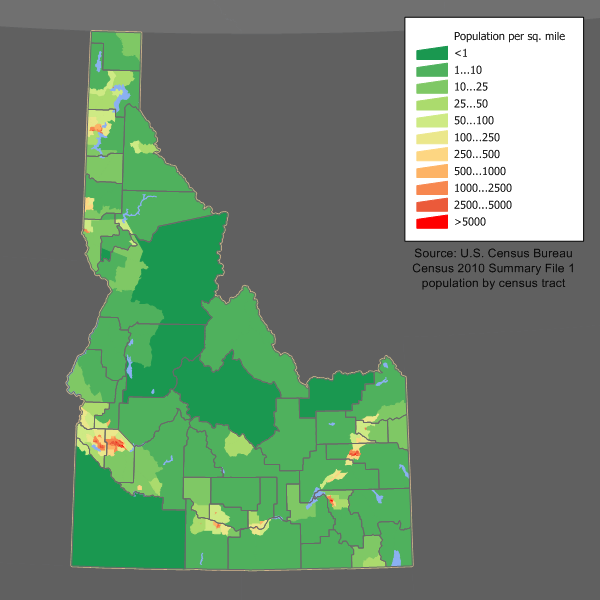
Densités de population en 2010 (en mille carré).

Le Bureau du recensement des États-Unis estime la population de l'Idaho à 1 787 065 habitants au 1er juillet 2019, soit une hausse de 14,00 % depuis le recensement des États-Unis de 2010 qui tablait la population à 1 567 582 habitants. Depuis 2010, l'État connaît la 19e croissance démographique la plus soutenue des États-Unis.
Selon des projections démographiques publiées par l’AARP, l'Idaho devrait atteindre une population de 2 013 413 habitants en 2060 si les tendances démographiques actuelles se poursuivent, soit une hausse de 28,2 % par rapport à 2010.
Avec 1 567 582 habitants en 2010, l'Idaho était le 39e État le plus peuplé des États-Unis. Sa population comptait pour 0,51 % de la population du pays. Le centre démographique de l'État était localisé dans le nord-est du comté de Boise.
Avec 7,32 hab./km2 en 2010, l'Idaho était le 7e État le moins dense des États-Unis.
Le taux d'urbains était de 70,6 % et celui de ruraux de 29,4 %.
En 2010, le taux de natalité s'élevait à 14,8 ‰ (14,4 ‰ en 2012) et le taux de mortalité à 7,3 ‰ (7,5 ‰ en 2012). L'indice de fécondité était de 2,24 enfants par femme (2,19 en 2012). Le taux de mortalité infantile s'élevait à 4,8 ‰ (5,4 ‰ en 2012). La population était composée de 27,37 % de personnes de moins de 18 ans, 9,85 % de personnes entre 18 et 24 ans, 25,55 % de personnes entre 25 et 44 ans, 24,81 % de personnes entre 45 et 64 ans et 12,42 % de personnes de 65 ans et plus. L'âge médian était de 34,6 ans.
Entre 2010 et 2013, l'accroissement de la population (+ 44 484) était le résultat d'une part d'un solde naturel positif (+ 35 873) avec un excédent des naissances (72 866) sur les décès (36 993), et d'autre part d'un solde migratoire positif (+ 8 631) avec un excédent des flux migratoires internationaux (+ 5 062) et un excédent des flux migratoires intérieurs (+ 3 569).
Selon des estimations de 2013, 93,2 % des Idahoains étaient nés dans un État fédéré, dont 47,1 % dans l'État de l'Idaho et 46,1 % dans un autre État (30,9 % dans l'Ouest, 7,6 % dans le Midwest, 4,7 % dans le Sud, 3,0 % dans le Nord-Est), 0,9 % étaient nés dans un territoire non incorporé ou à l'étranger avec au moins un parent américain et 5,9 % étaient nés à l'étranger de parents étrangers (57,2 % en Amérique latine, 20,2 % en Asie, 13,7 % en Europe, 4,7 % en Amérique du Nord, 3,0 % en Afrique, 1,2 % en Océanie). Parmi ces derniers, 37,6 % étaient naturalisés américain et 62,4 % étaient étrangers,.
Selon des estimations de 2012 effectuées par le Pew Hispanic Center, l'État comptait 50 000 immigrés illégaux, soit 3,0 % de la population.
| 1870   | 1880   | 1890   | 1900    | 1910    | 1920    |
| ------ | ------ | ------ | ------- | ------- | ------- |
| 14 999 | 32 610 | 88 548 | 161 772 | 325 594 | 431 866 |

| 1930    | 1940    | 1950    | 1960    | 1970    | 1980    |
| ------- | ------- | ------- | ------- | ------- | ------- |
| 445 032 | 524 873 | 588 637 | 667 191 | 712 567 | 943 935 |

| 1990      | 2000      | 2010      | 2020      | - | - |
| --------- | --------- | --------- | --------- | - | - |
| 1 006 749 | 1 293 941 | 1 567 582 | 1 839 106 | - | - |

### Composition ethno-raciale et origines ancestrales
Selon le recensement des États-Unis de 2010, la population était composée de 89,09 % —1 396 487 personnes— de Blancs, 2,48 % —38 935 personnes— de Métis, 1,37 % —21 441 personnes— d'Amérindiens, 1,22 % —19 069 personnes— d'Asiatiques, 0,63 % —9 810 personnes— de Noirs, 0,15 % —2 317 personnes— d'Océaniens et 5,07 % —79 523 personnes— de personnes n'entrant dans aucune de ces catégories.
Les Métis se décomposaient entre ceux revendiquant deux races (2,33 %), principalement blanche et amérindienne (0,80 %), blanche et asiatique (0,52 %) et blanche et autre (0,49 %), et ceux revendiquant trois races ou plus (0,15 %).
Les non-hispaniques représentaient 88,78 % —1 391 681 personnes— de la population avec 83,97 % —1 316 243 personnes— de Blancs, 1,71 % —26 786 personnes— de Métis, 1,18 % —18 529 personnes— d'Asiatiques, 1,12 % —17 556 personnes— d'Amérindiens, 0,57 % —8 875 personnes— de Noirs, 0,14 % —2 153 personnes— d'Océaniens et 0,10 % —1 539 personnes— de personnes n'entrant dans aucune de ces catégories, tandis que les Hispaniques comptaient pour 11,22 % —175 901 personnes— de la population, essentiellement des personnes originaires du Mexique (9,50 %).
En 2010, l'État de l'Idaho avait la 9e plus forte proportion de Blancs et la 10e plus forte proportion d'Océaniens des États-Unis. A contrario, l'État avait la 2e plus faible proportion de Noirs après le Montana (0,41 %) et la 10e plus faible proportion d'Asiatiques.
|                                         | 1870 | 1880 | 1890 | 1900 | 1910 | 1920 | 1930 | 1940  | 1950  | 1960  | 1970  | 1980  | 1990  | 2000  | 2010  |
| --------------------------------------- | ---- | ---- | ---- | ---- | ---- | ---- | ---- | ----- | ----- | ----- | ----- | ----- | ----- | ----- | ----- |
| Blancs                                  | 70,8 | 89,0 | 92,7 | 95,5 | 98,0 | 98,6 | 98,6 | 98,94 | 98,77 | 98,53 | 98,07 | 95,52 | 94,41 | 90,99 | 89,09 |
| ———Non hispaniques                      |      |      |      |      |      |      |      |       |       |       |       | 93,88 | 92,24 | 88,05 | 83,97 |
| Amérindiens                             | 0,3  | 0,5  | 4,8  | 2,6  | 1,1  | 0,7  | 0,8  | 0,67  | 0,65  | 0,78  | 0,94  | 1,11  | 1,37  | 1,36  | 1,37  |
| ———Non hispaniques                      |      |      |      |      |      |      |      |       |       |       |       |       | 1,23  | 1,22  | 1,12  |
| Asiatiques (et Océaniens jusqu'en 1980) | 28,5 | 10,4 | 2,3  | 1,7  | 0,7  | 0,5  | 0,4  | 0,28  | 0,39  | 0,41  | 0,45  | 0,63  | 0,84  | 0,92  | 1,22  |
| ———Non hispaniques                      |      |      |      |      |      |      |      |       |       |       |       |       |       | 0,90  | 1,18  |
| Autres                                  | 0,4  | 0,1  | 0,2  | 0,2  | 0,2  | 0,2  | 0,2  | 0,11  | 0,19  | 0,28  | 0,54  | 2,74  | 3,38  | 6,73  | 8,32  |
| ———Non hispaniques                      |      |      |      |      |      |      |      |       |       |       |       |       |       | 1,97  | 2,51  |
| Hispaniques (toutes races confondues)   |      |      |      |      |      |      |      |       |       |       |       | 3,88  | 5,26  | 7,86  | 11,22 |

En 2013, le Bureau du recensement des États-Unis estime la part des non hispaniques à 88,2 %, dont 83,2 % de Blancs, 1,8 % de Métis, 1,5 % d'Asiatiques et 1,0 % d'Amérindiens, et celle des Hispaniques à 11,8 %.
L'Idaho connaît depuis la fin de la Seconde Guerre mondiale une baisse continue de la part de la population blanche non hispanique au sein de la population totale, marquée fortement depuis le début des années 1990 en raison notamment d'une immigration importante en provenance du Mexique, d’un âge médian plus élevé (37,3 ans) que les autres populations (22,5 ans pour les Hispaniques, 30,3 ans pour les Amérindiens, 33,4 ans pour les Asiatiques), d'une natalité plus faible (13,4 ‰ en 2010) que les autres populations (25,7 ‰ pour les Hispaniques, 14,5 ‰ pour les Amérindiens) et d'une augmentation substantielle des unions mixtes.
En 2010, les Blancs non hispaniques ne représentaient plus que 75,1 % des enfants de moins de 5 ans (18,8 % pour les Hispaniques, 3,2 % pour les Métis et 1,1 % pour les Amérindiens) et 74,9 % des enfants de moins de 1 an (19,1 % pour les Hispaniques, 3,2 % pour les Métis et 1,1 % pour les Amérindiens).
Selon des projections démographiques publiées par l’AARP, les Blancs non hispaniques constitueront 69,6 % de la population de l’État en 2060 si les tendances démographiques actuelles se poursuivent.
En 2000, les Idahoains s'identifiaient principalement comme étant d'origine allemande (18,9 %), anglaise (18,1 %), irlandaise (10,0 %), américaine (8,4 %), mexicaine (6,1 %), norvégienne (3,6 %), suédoise (3,5 %), écossaise (3,2 %) et française (3,0 %).
L'État avait la plus forte proportion de personnes d'origine basque (0,5 %), la 3e plus forte proportion de personnes d'origine danoise (2,8 %), la 4e plus forte proportion de personnes d'origine anglaise, la 6e plus forte proportion de personnes d'origine écossaise, la 7e plus forte proportion de personnes d'origine suédoise ainsi que la 8e plus forte proportion de personnes d'origine néerlandaise.
L'État abrite la 2e communauté basque des États-Unis après la Californie. L'immigration basque dans l'Idaho commença à la fin des années 1880 après la découverte de gisements d'argent et s'intensifia entre 1900 et 1920. Principalement originaires de la province de Biscaye au Pays basque espagnol, les colons s’installèrent dans le Sud-Ouest de l'État, une majorité exerçant des professions agricoles, notamment dans l'élevage ovin, les autres optant pour des emplois non qualifiés à Boise,. Selon des estimations du Bureau du recensement des États-Unis, l’État comptait 9 694 Basques en 2013, soit 0,6 % de la population de l'État et 16,9 % de la population basco-américaine. La culture basque est très prégnante encore aujourd’hui à Boise, la capitale de l'État,.
L'État abrite la 46e communauté juive des États-Unis. Selon le North American Jewish Data Bank, l'État comptait 1 525 Juifs en 2013 (630 en 1971), soit 0,1 % de la population. Ils se concentraient essentiellement dans les agglomérations de Boise (800) et d'Hailey (350).
L'État abrite également la 48e communauté arabe des États-Unis. Selon des estimations du Bureau du recensement des États-Unis, l'État comptait 1 074 Arabes en 2013, soit 0,1 % de la population.
L'État abrite enfin la 24e communauté amish des États-Unis. Selon le Young Center for Anabaptist and Pietist Studies, l'État comptait 75 Amish en 2013 (0 en 1992) répartis dans 1 implantation.
L'État abritait en 2013 une population noire assez bigarrée, composée d'Africains subsahariens (43,2 %), de descendants d'esclaves déportés sur le sol américain entre le début du XVIIe siècle et le début du XIXe siècle (39,1 %), de Caribéens non hispaniques (11,5 %) et d’Hispaniques (6,2 %).
Le Bureau du recensement des États-Unis estimait le nombre d'Africains subsahariens à 3 934, soit 0,2 % de la population, et celui de Caribéens non hispaniques à 1 044, soit 0,1 % de la population.
Les Hispaniques étaient essentiellement originaires du Mexique (84,7 %). Composée à 45,6 % de Blancs, 6,9 % de Métis, 2,2 % d'Amérindiens, 0,5 % de Noirs, 0,3 % d'Asiatiques, 0,1 % d'Océaniens et 44,3 % de personnes n'entrant dans aucune de ces catégories, la population hispanique représentait 31,2 % des Métis, 18,1 % des Amérindiens, 9,5 % des Noirs, 7,1 % des Océaniens, 5,7 % des Blancs, 2,8 % des Asiatiques et 98,1 % des personnes n'entrant dans aucune de ces catégories.
L'État avait la 9e plus forte proportion de personnes originaires du Mexique (9,50 %).
Les Amérindiens s'identifiaient principalement comme étant Bannocks (17,6 %), Nez-Percés (9,2 %), Cherokees (5,5 %), Cœurs d'Alène (4,3 %), Navajos (3,6 %) et Paiutes-Shoshones (2,8 %).
Les Asiatiques s'identifiaient principalement comme étant Chinois (21,2 %), Philippins (15,8 %), Japonais (13,7 %), Indiens (11,3 %), Viêts (9,0 %), Coréens (8,8 %) et Laotiens (3,8 %).
Les Océaniens s'identifiaient principalement comme étant Hawaïens (27,5 %), Chamorros (23,4 %), Samoans (16,7 %) et Tongiens (7,6 %).
Les Métis se décomposaient entre ceux revendiquant deux races (93,9 %), principalement blanche et amérindienne (32,1 %), blanche et asiatique (21,1 %), blanche et autre (19,7 %), blanche et noire (11,2 %) et blanche et océanienne (3,4 %), et ceux revendiquant trois races ou plus (6,1 %).

### Concentrations communautaires
Les Hispaniques se concentraient principalement dans les agglomérations de Boise City (44,1 %), dont 25,6 % dans le seul comté de Canyon, Twin Falls (9,9 %), Idaho Falls (8,3 %) et Burley (6,9 %). Ils constituaient une part significative de la population dans les comtés agricoles de la Plaine de la rivière Snake tels que les comtés de Clark (40,5 %), Minidoka (32,4 %), Jerome (31,0 %), Power (29,8 %), Lincoln (28,3 %), Gooding (28,1 %), Owyhee (25,8 %), Cassia (24,9 %), Canyon (23,9 %) et Blaine (20,0 %).
Les Amérindiens se concentraient principalement dans les réserves indiennes de l'État (35,1 %), dont 16,6 % dans la réserve de Fort Hall, 10,8 % dans la réserve de Nez Percés et 5,8 % dans la réserve de Cœurs d'Alène, ainsi que dans la partie de l'agglomération de Boise City non intégrée à la réserve de Duck Valley (23,0 %), dans la partie de l'agglomération de Pocatello non intégrée à la réserve de Fort Hall (6,6 %) et dans la partie de l'agglomération de Cœur d'Alène non intégrée à la réserve de Cœur d'Alène (6,0 %). Ils constituaient une part significative de la population dans les comtés de Benewah (8,7 %), Bingham (6,5 %), Nez-Percés (5,6 %) et Lewis (4,7 %).
Les Asiatiques se concentraient principalement dans les agglomérations de Boise City (58,2 %), dont 34,1 % dans la seule ville de Boise City, Pocatello (5,7 %), Twin Falls (5,2 %), Idaho Falls (5,1 %) et Cœur d'Alene (5,0 %).
Les Noirs se concentraient principalement dans les agglomérations de Boise City (56,8 %), dont 31,0 % dans la seule ville de Boise City, Mountain Home (7,5 %), Idaho Falls (5,1 %) et Pocatello (6,4 %).

### Langues
L'anglais est la langue officielle de l'État depuis 2007. Selon des estimations de 2013, 89,1 % des Idahoains âgés de plus de 5 ans parlaient anglais à la maison contre 10,9 % une autre langue, dont 8,1 % espagnol ou un créole espagnol, 1,5 % une autre langue indo-européenne (0,3 % allemand, 0,2 % serbo-croate, 0,2 % français ou un créole français), 0,9 % une langue asiatique ou océanienne (0,3 % chinois) et 0,5 % une autre langue,.

### Religions
| Religion                    | Idaho | États-Unis |
| --------------------------- | ----- | ---------- |
| Non affiliés                | 22    | 15,8       |
| Protestantisme évangélique  | 21    | 25,4       |
| Mormonisme                  | 19    | 1,6        |
| Protestantisme traditionnel | 16    | 14,7       |
| Catholicisme                | 10    | 20,8       |
| Agnosticisme                | 3     | 4,0        |
| Athéisme                    | 2     | 3,1        |
| Islam                       | 1     | 0,9        |
| Orthodoxie                  | 1     | 0,5        |
| Autres                      | 5     | 7,1        |

Selon une enquête annuelle effectuée par l'institut The Gallup Organization en 2013, 47,1 % des Idahoains se considéraient comme « très religieux », soit 5,7 points de plus que la moyenne nationale (41,4 %), 24 % comme « modérément religieux » et 29,1 % comme « non religieux », soit 0,3 points de moins que la moyenne nationale (29,4 %). 37,8 % des Idahoains s'identifiaient comme protestants, 18 % sans appartenance religieuse, 16,4 % comme catholiques et 27,8 % avec une autre religion.
Selon le rapport de l'Association of Religion Data Archives (ARDA) de 2010, l'Idaho comptait 409 265 adhérents à l'Église de Jésus-Christ des saints des derniers jours (26,1 %), 201 546 adhérents aux Églises évangéliques (12,9 %) dont 22 183 aux Assemblées de Dieu (1,4 %), 20 145 aux Églises chrétiennes et Églises du Christ (1,3 %), 19 269 à l'Armée du salut (1,2 %) et 17 967 à l'Église du Nazaréen (1,2 %), 123 400 adhérents à l'Église catholique (7,9 %), 57 056 adhérents aux Églises protestantes traditionnelles (3,6 %) dont 21 315 à l'Église méthodiste unie (1,4 %), 822 adhérents aux Églises protestantes noires (0,1 %), 818 adhérents aux Églises orthodoxes (0,1 %), 8 748 adhérents à une autre religion (0,6 %) et 765 927 non-adhérents à une religion (48,9 %). Selon ce rapport, l'Idaho avait la 2e plus forte proportion de mormons des États-Unis après l'Utah (69,1 %).
Selon une enquête effectuée par l'institut The Gallup Organization en 2009, l'Idaho comptait 45 % de protestants, 19,3 % de mormons, 16,5 % de personnes sans appartenance religieuse, 15,1 % de catholiques et 0,2 % de juifs. Selon cette enquête, l'Idaho avait la 2e plus forte proportion de mormons des États-Unis après l'Utah (60,8 %).
Selon une enquête effectuée par le Pew Forum on Religion & Public Life en 2008, l'Idaho comptait 38 % de protestants dont 22 % d'évangéliques et 16 % de traditionnels, 23 % de mormons, 18 % de catholiques, 18 % de personnes sans appartenance religieuse, 1 % de Témoins de Jéhovah et 2 % de personnes avec une autre religion.
Selon une enquête effectuée par l'American Religious Identification Survey (ARIS) en 2008, l'Idaho comptait 69 % de chrétiens dont 10 % de catholiques, 8 % de baptistes, 4 % de luthériens et 3 % de méthodistes, 23 % de personnes sans appartenance religieuse et 3 % de personnes avec une autre religion. Selon cette étude, l'Idaho avait la 8e plus forte proportion de personnes sans appartenance religieuse du pays.
Selon l'United States Conference of Catholics Bishops (USCCB), les catholiques représentaient 11 % de la population en 2008.
Selon des estimations effectuées par le Docteur en Géographie John R. Weeks de l'Université d'État de San Diego, l'État avait la 2e plus faible proportion de Musulmans des États-Unis en 2000 (0,2 %) après le Wyoming (0,1 %).
À l'image des autres États de l'Ouest du pays, le pourcentage de la population s'identifiant comme « non-religieuse » est important en comparaison avec le reste des États-Unis.

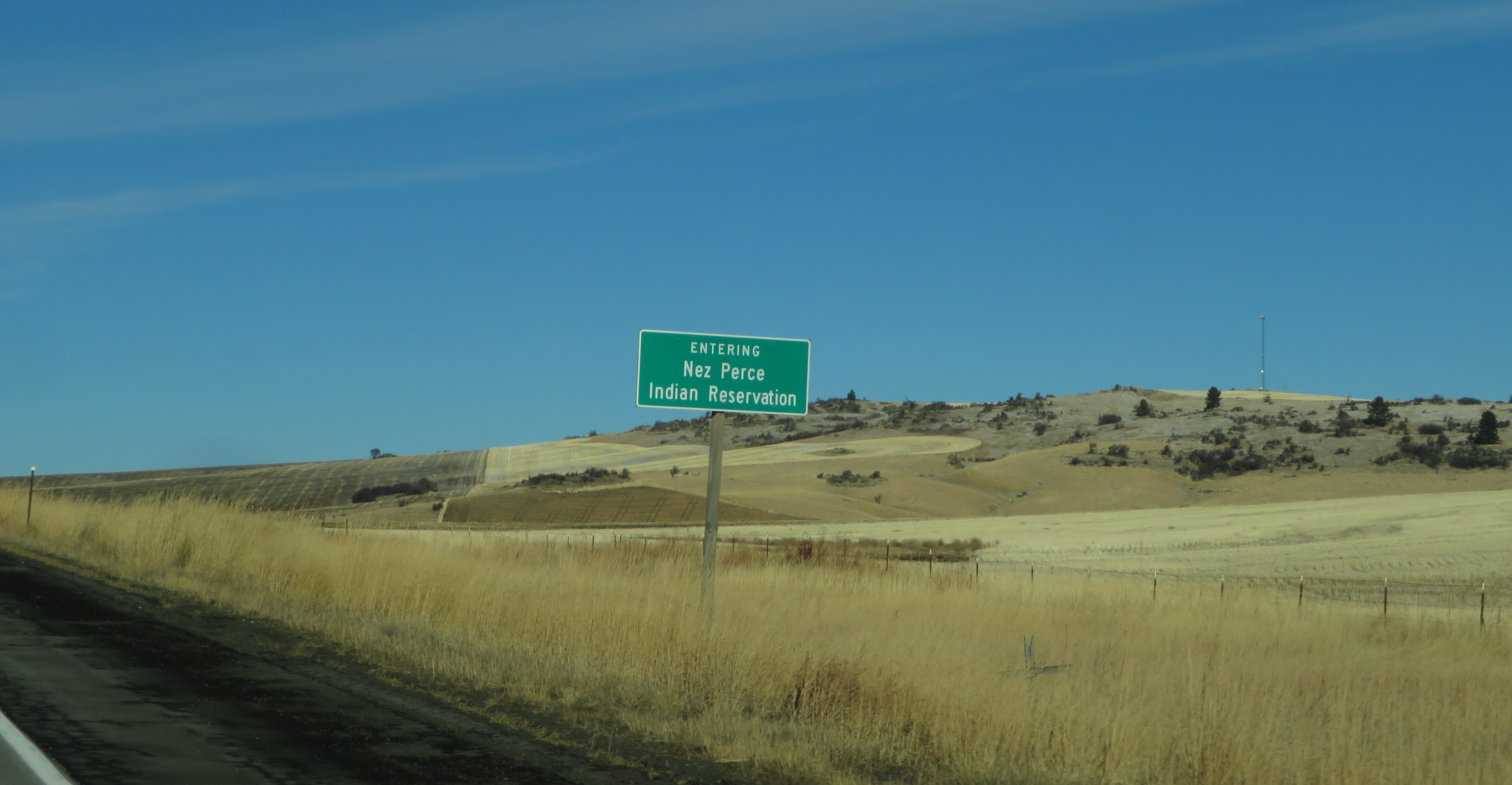
Entrée de la réserve de Nez-Percés.

## Réserves indiennes
Le Gouvernement fédéral a défini cinq réserves indiennes dans ou en partie dans l'État de l'Idaho.
| Réserve indienne                                         | Population (2010) | Superficie totale (km2) | Superficie terrestre (km2) | Superficie des eaux (km2) | Densité (hab./km2) | Amérindiens (2010) | Tribu(s) principale(s)                         |
| -------------------------------------------------------- | ----------------- | ----------------------- | -------------------------- | ------------------------- | ------------------ | ------------------ | ---------------------------------------------- |
| Cœur d'Alene Reservation, ID                             | 6 760             | 1 389,55                | 1 356,91                   | 32,64                     | 5,0                | 1 247              | Cœurs d'Alène (57,7 %)                         |
| Duck Valley Reservation, NV-ID                           | 356 (1 309)       | 1 172,24                | 1 161,68                   | 10,56                     | 1,1                | 353 (1 215)        | Païutes-Shoshones (82,6 %)                     |
| Fort Hall Reservation and Off-Reservation Trust Land, ID | 5 767             | 2 215,98                | 2 108,66                   | 107,32                    | 2,7                | 3 558              | Shoshones-Bannocks (77,3 %), Shoshones (5,5 %) |
| Kootenai Reservation and Off-Reservation Trust Land, ID  | 82                | 8,23                    | 8,23                       | 0                         | 10,0               | 65                 |                                                |
| Nez Perce Reservation, ID                                | 18 437            | 3 118,99                | 3 091,88                   | 27,11                     | 6,0                | 2 310              | Nez Percés (62,8 %)                            |

En 2010, 31 402 Idahoains résidaient dans une réserve indienne, soit 2,0 % de la population de l'État.
La réserve indienne de Nez Perce (18 437 habitants) était la 12e réserve indienne la plus peuplée des États-Unis en 2010.
Deux des cinq réserves : 

Réserve de Cœurs d'Alène, localisation.
Réserve de Fort Hall.

## Politique
| Gouvernement de l'Idaho | Gouvernement de l'Idaho | Gouvernement de l'Idaho | Gouvernement de l'Idaho | Gouvernement de l'Idaho | Gouvernement de l'Idaho | Gouvernement de l'Idaho | Gouvernement de l'Idaho | Gouvernement de l'Idaho | Gouvernement de l'Idaho | Gouvernement de l'Idaho | Gouvernement de l'Idaho | Gouvernement de l'Idaho                | Gouvernement de l'Idaho                | Législature d'État        | Législature d'État | Congrès fédéral           | Congrès fédéral |
| Gouverneur              | Gouverneur              | Lieutenant-gouverneur   | Lieutenant-gouverneur   | Secrétaire d'État       | Secrétaire d'État       | Contrôleur              | Contrôleur              | Procureur général       | Procureur général       | Trésorier               | Trésorier               | Surintendant de l'Instruction publique | Surintendant de l'Instruction publique | Chambre des représentants | Sénat              | Chambre des représentants | Sénat           |
| ----------------------- | ----------------------- | ----------------------- | ----------------------- | ----------------------- | ----------------------- | ----------------------- | ----------------------- | ----------------------- | ----------------------- | ----------------------- | ----------------------- | -------------------------------------- | -------------------------------------- | ------------------------- | ------------------ | ------------------------- | --------------- |
|                         | Brad Little (R)         |                         | Janice McGeachin (R)    |                         | Lawerence Denney (R)    |                         | Brandon Woolf (R)       |                         | Lawrence Wasden (R)     |                         | Julie Ellsworth (R)     |                                        | Sherri Ybarra (R)                      | D : 14 R : 56             | D : 7 R : 28       | R : 2                     | R : 2           |

L’Idaho est un État conservateur dominé nationalement et localement par le Parti républicain.
Le sud-est de l'Idaho, avec une forte proportion de mormons, est la partie la plus conservatrice de l'État. Le nord de l'État, le Panhandle de l'Idaho, est historiquement une région minière importante, penchant vers les démocrates ; elle tend cependant vers les républicains depuis les années 1980 (à l'exception de la ville universitaire de Moscow). À l'opposé, la région de Boise est de moins en moins conservatrice, avec un afflux de migrants plutôt démocrates en provenance des côtes ou d'origine hispanique. La seule région vraiment favorable aux démocrates de l'État est le comté de Blaine, où est située la station de ski de Sun Valley.

### Élections présidentielles
| Année | Républicain     | Démocrate       |
| ----- | --------------- | --------------- |
| 1960  | 53,78 % 161 597 | 46,22 % 138 853 |
| 1964  | 49,08 % 143 557 | 50,92 % 148 920 |
| 1968  | 56,79 % 165 369 | 30,66 % 89 273  |
| 1972  | 64,24 % 199 384 | 26,04 % 80 826  |
| 1976  | 59,88 % 204 151 | 37,12 % 126 549 |
| 1980  | 66,46 % 290 699 | 25,19 % 110 192 |
| 1984  | 72,36 % 297 523 | 26,39 % 108 510 |
| 1988  | 62,08 % 253 881 | 36,01 % 147 272 |
| 1992  | 42,03 % 202 645 | 28,42 % 137 013 |
| 1996  | 52,18 % 256 595 | 33,65 % 165 443 |
| 2000  | 67,17 % 336 937 | 27,64 % 138 637 |
| 2004  | 68,38 % 409 235 | 30,26 % 181 098 |
| 2008  | 61,5 % 403 012  | 36,1 % 236 440  |
| 2012  | 64,09 % 420 911 | 32,4 % 212 787  |
| 2016  | 59,19 % 407 199 | 27,56 % 189 677 |
| 2020  | 63,8 % 554 119  | 33,1 % 287 021  |

Lors de la première élection présidentielle organisée dans le tout jeune État de l'Idaho en 1892, les électeurs apportèrent la majorité de leurs suffrages à James Weaver, candidat du Parti populiste (54,21 %), face au candidat républicain Benjamin Harrison (44,31 %). En 1896, William Jennings Bryan candidat du Parti démocrate mais aussi du Parti populiste remporta 78 % des suffrages dans l'Idaho et écrasa le républicain William McKinley (21,32 %), pourtant élu sur le plan national. Quatre ans plus tard, Bryan, candidat des seuls démocrates, l'emporte encore (50,79 %) mais avec une marge plus étroite face à McKinley (46,96 %). 

En 1904, avec 65,84 % des voix, Theodore Roosevelt est le premier candidat républicain à remporter l'Idaho lors d'une élection présidentielle tandis que les démocrates reprennent l'État lors des élections présidentielles de 1912 et 1916. Le démocrate Woodrow Wilson s'impose notamment de justesse avec 32,08 % des voix en 1912, dans le cadre d'une élection triangulaire face au président républicain William Howard Taft (31,02 %) et face au candidat républicain progressiste Theodore Roosevelt (24,14 %). Les années 1920 sont marquées par une domination politique des candidats républicains alors que les candidats démocrates sont laminés. En 1924, John W. Davis n'obtient que 16 % des voix derrière le républicain Calvin Coolidge (47,12 %) mais aussi derrière Robert M. La Follette, candidat du Parti progressiste (36,52 %).
Dans les années 1930, durant la Grande Dépression, puis lors de la Seconde Guerre mondiale, le démocrate Franklin Delano Roosevelt s'impose face à tous ses adversaires républicains tout comme Harry S. Truman, de relative justesse en 1948 (avec 49,98 % des voix).
Depuis l'élection présidentielle de 1952, l'Idaho est un État acquis aux Républicains. Une seule fois cependant, en 1964, l'État est allé aux démocrates mais par une marge très étroite. Ainsi si Lyndon B. Johnson, président démocrate en fonction, était réélu nationalement avec 61,05 % des voix, il ne remportait l'Idaho qu'avec seulement 50,92 % des voix contre 49,08 % au républicain Barry Goldwater (38,47 % nationalement).
En 2008, le républicain John McCain y a obtenu 61,5 % des voix et la majorité dans 41 comtés contre 36,1 % et 3 comtés au démocrate Barack Obama, élu nationalement. Au vu de ces derniers résultats, ce sont le comté de Blaine (65,71 %) et dans une moindre mesure ceux de Latah (51,32 %) et de Teton (49,41 %) qui penchent plutôt vers les démocrates.

### Administration locale

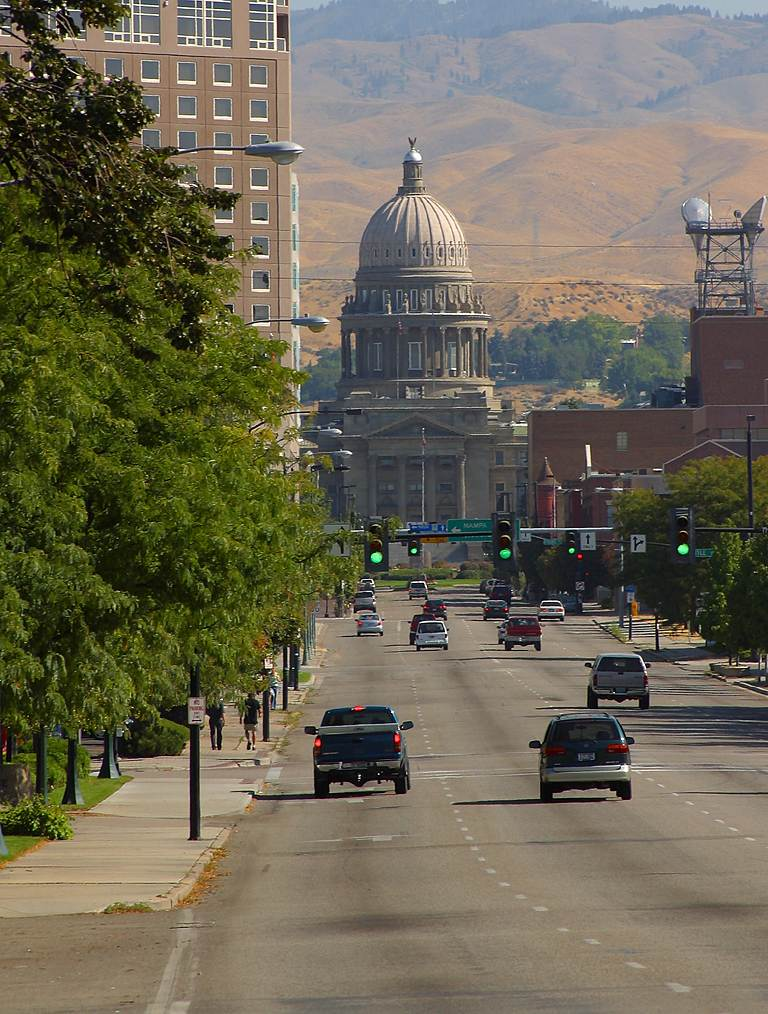
Le capitole de l'Idaho, à Boise.

La constitution de l'Idaho sépare le gouvernement en trois branches : exécutive, législative et judiciaire. Le parlement est bicaméral. L'État est divisé en 35 circonscriptions qui sont représentées chacune par un sénateur et deux députés. Depuis 1946, les mandats de gouverneur, Lieutenant Governor, secrétaire d'État, Controller (Auditor depuis 1994), Trésorier, Attorney General et Superintendent of Public Instruction durent quatre ans. À l'heure actuelle, la constitution originelle de l'État, votée en 1889, est toujours en application.
Depuis 1995, tous les gouverneurs sont républicains, dont l'actuel est Brad Little depuis 2019. Les postes éligibles de lieutenant-gouverneur, secrétaire d'État, secrétaire au trésor et attorney général sont détenus par des républicains.
Depuis la création de l'État en 1890, les républicains sont le parti politiquement dominant de l'Idaho tandis que les démocrates se scindent en deux mouvements, devant affronter la concurrence du Parti populiste. Si les démocrates retrouvent une position dominante dans les années 1930, ils sont cantonnés au rôle de parti minoritaire au sein du congrès local depuis les années 1960 (les démocrates n'ont plus remporté la chambre des représentants de l'Idaho depuis 1958, qu'ils dominent d'un seul siège durant la législature).
Les deux chambres de l'État sont ainsi largement dominées par les républicains depuis les années 1960. Lors de la session 2011-2013, le sénat local est dominé par 28 républicains face à 7 démocrates alors que la chambre basse compte 57 républicains pour 13 démocrates.
En novembre 2006, les électeurs de l'Idaho, par 65 % des suffrages, approuvent un amendement constitutionnel interdisant le mariage gay.
En mars 2015 est votée une loi autorisant les commerçants et entrepreneurs à discriminer et à refuser leurs services aux clients LGBT en invoquant leurs convictions religieuses.
En 2020, une loi est votée interdisant tout avortement sauf dans le cas où la mort de la mère est une certitude absolue. Cette loi rigoureuse entre en vigueur après l’arrêt de la Cour suprême Dobbs v. Jackson Women's Health Organization qui invalide, en 2022, l'arrêt Roe vs Wade de 1973 et renvoie à la compétence des États la législation sur l'avortement.

### Représentation fédérale
Au niveau fédéral, lors du 112e congrès (législature 2011-2013), la délégation de l'Idaho au Congrès des États-Unis est composé de deux sénateurs républicains, Jim Risch et Mike Crapo, et de deux représentants, également républicains, Raúl Labrador et Mike Simpson.
Le dernier démocrate à avoir été élu au Sénat des États-Unis est Frank Church en 1974.

## Économie

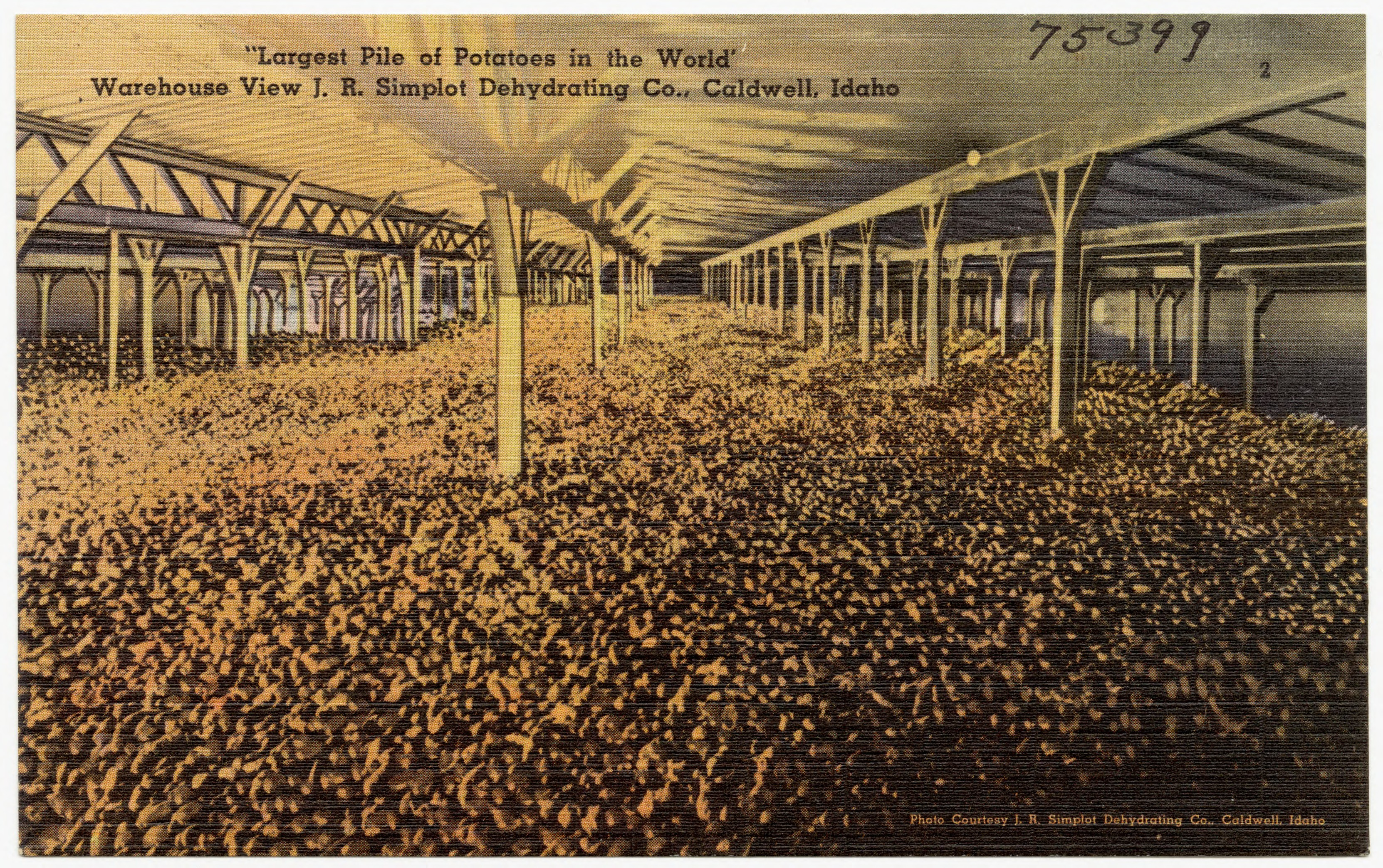
« Plus grand tas de pommes de terre dans le monde », J.R. Simplot Dehydrating Co., Caldwell, Idaho. Carte postale Tichnor Brothers. Entre 1930 et 1945

L'Idaho est un État agricole important : il produit environ un tiers de toutes les pommes de terre cultivées aux États-Unis. Une agence publique, l'Idaho Potato Commission est chargée d'assurer la promotion de cette activité. Les autres productions agricoles notables sont les haricots, les lentilles, l'orge, le blé, les taureaux et la betterave sucrière.
Les principales industries sont la production de bois, la machinerie, les produits chimiques, la production de papier, l'argent, ainsi que le tourisme. Le Idaho National Laboratory (INL), un laboratoire gouvernemental pour la recherche sur l'énergie nucléaire, constitue aussi une part importante de l'économie de l'est de l'État.
Aujourd'hui, l'industrie de l'État est en croissance, et celle-ci est menée par les produits de haute technicité. Depuis la fin des années 1970, Boise est devenue un centre pour l'élaboration des semiconducteurs, elle accueille de plus Micron Technology, la seule entreprise du pays créant des barrettes de DRAM (dynamic random access memory). Hewlett-Packard possède aussi des locaux dans cette même ville, voués à la production d'imprimantes laser.

## Culture

### Architecture
L'Idaho comporte des éléments d'architecture savante, comme d'architecture vernaculaire pouvant présenter de l'intérêt.

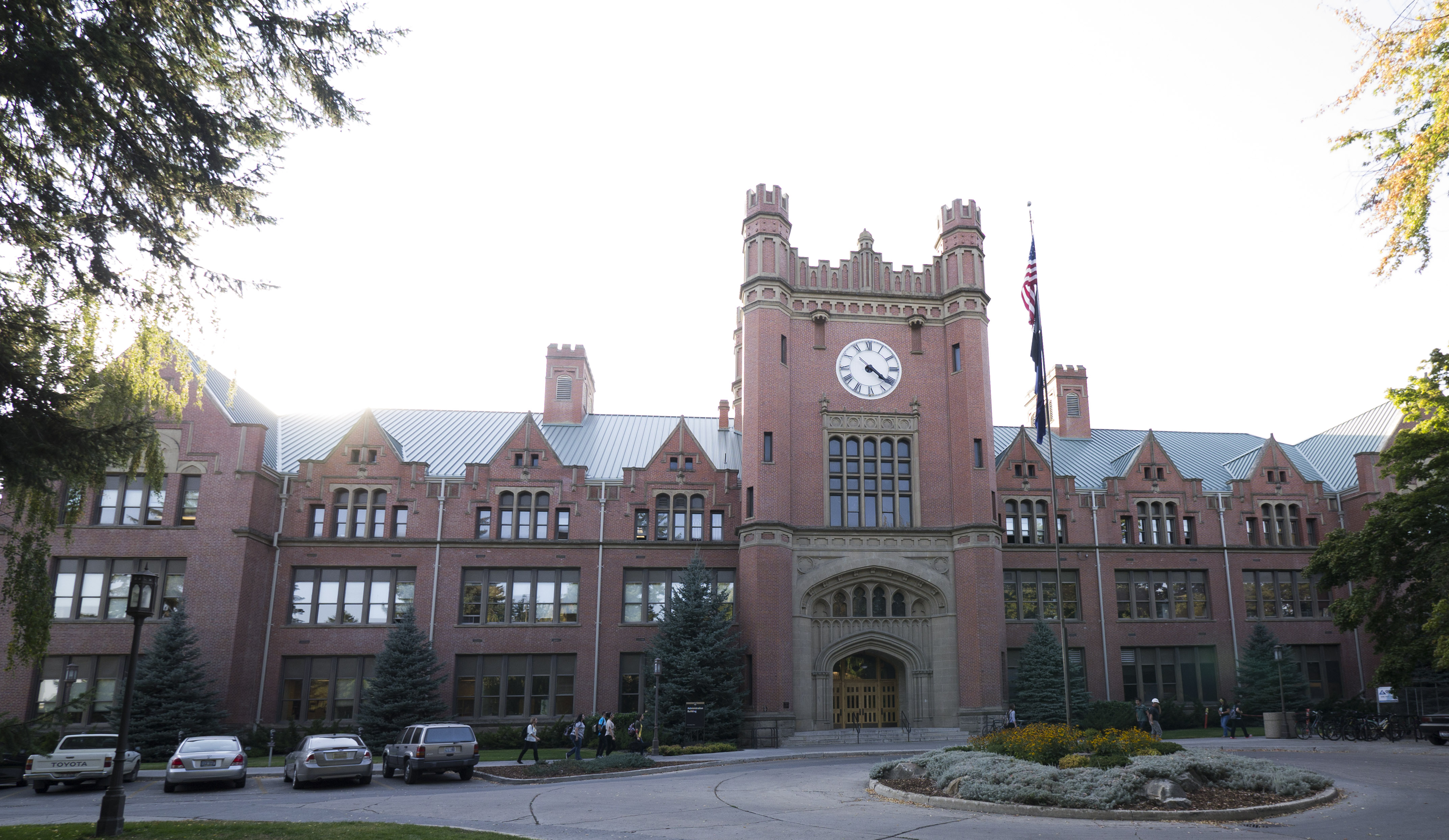
Université de l'Idaho, bâtiment de l'administration.

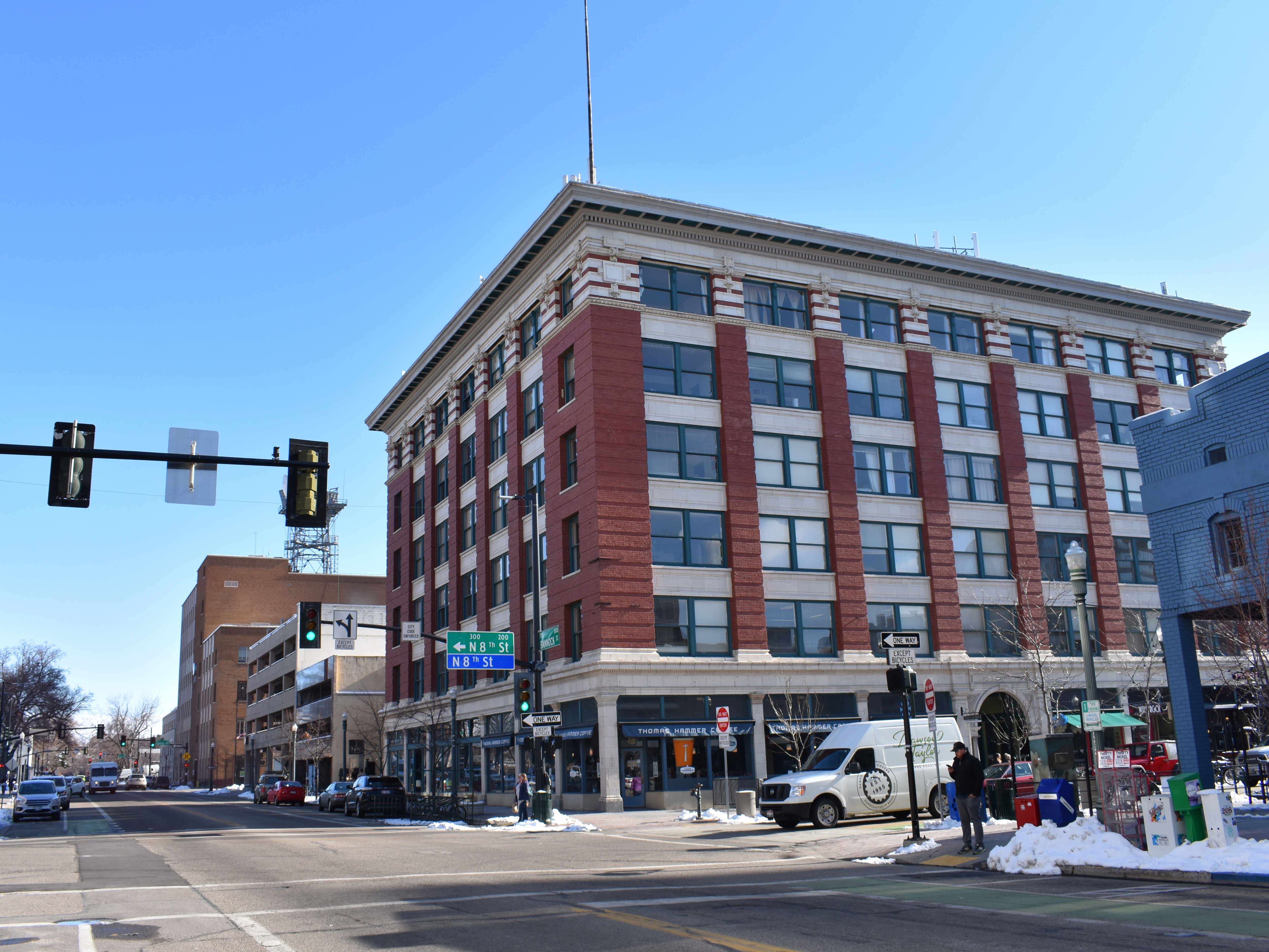
Le Idaho Building (1910), à Boise, inscrit au National Register of Historic Places.

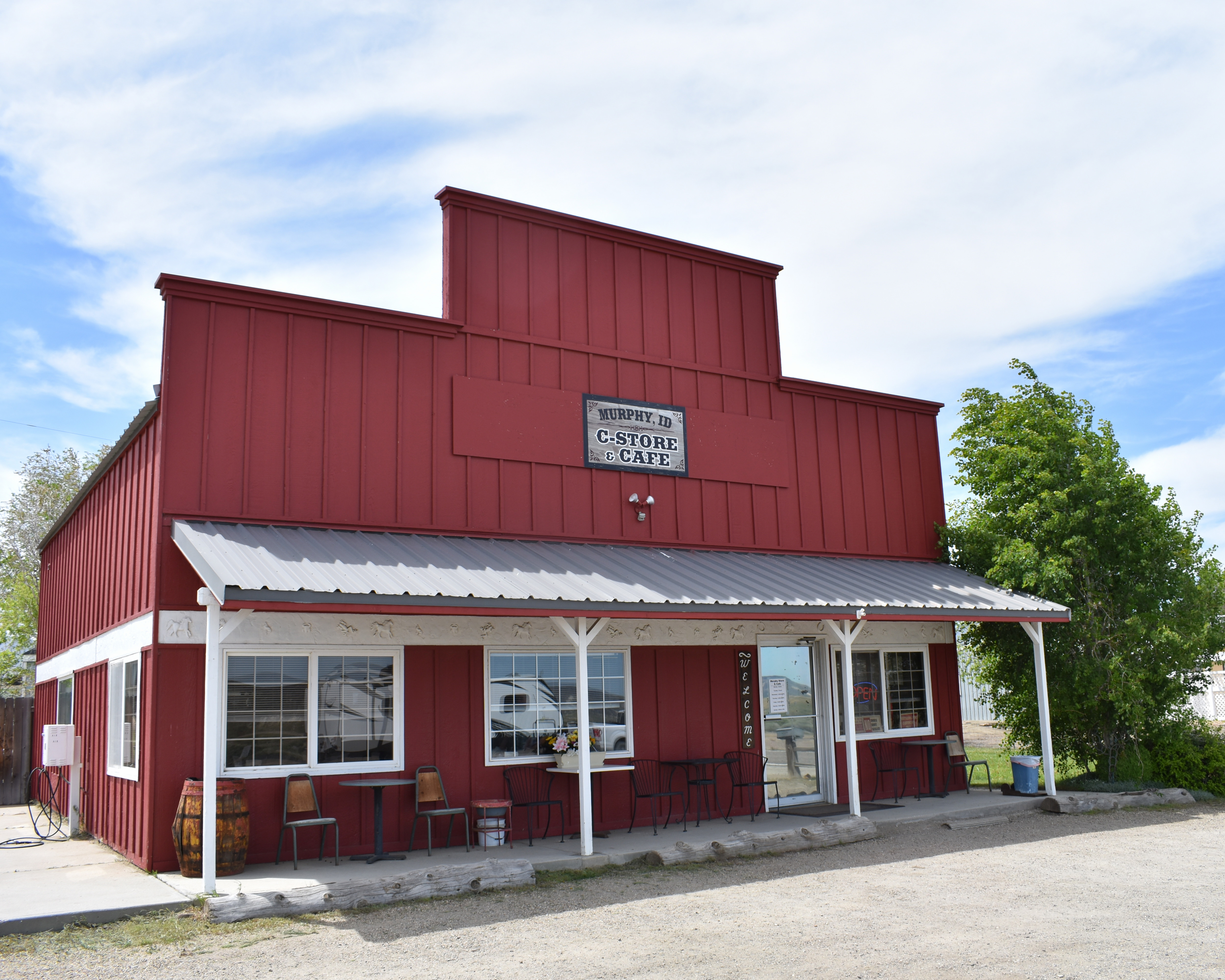
À Murphy : C-Store & Café.

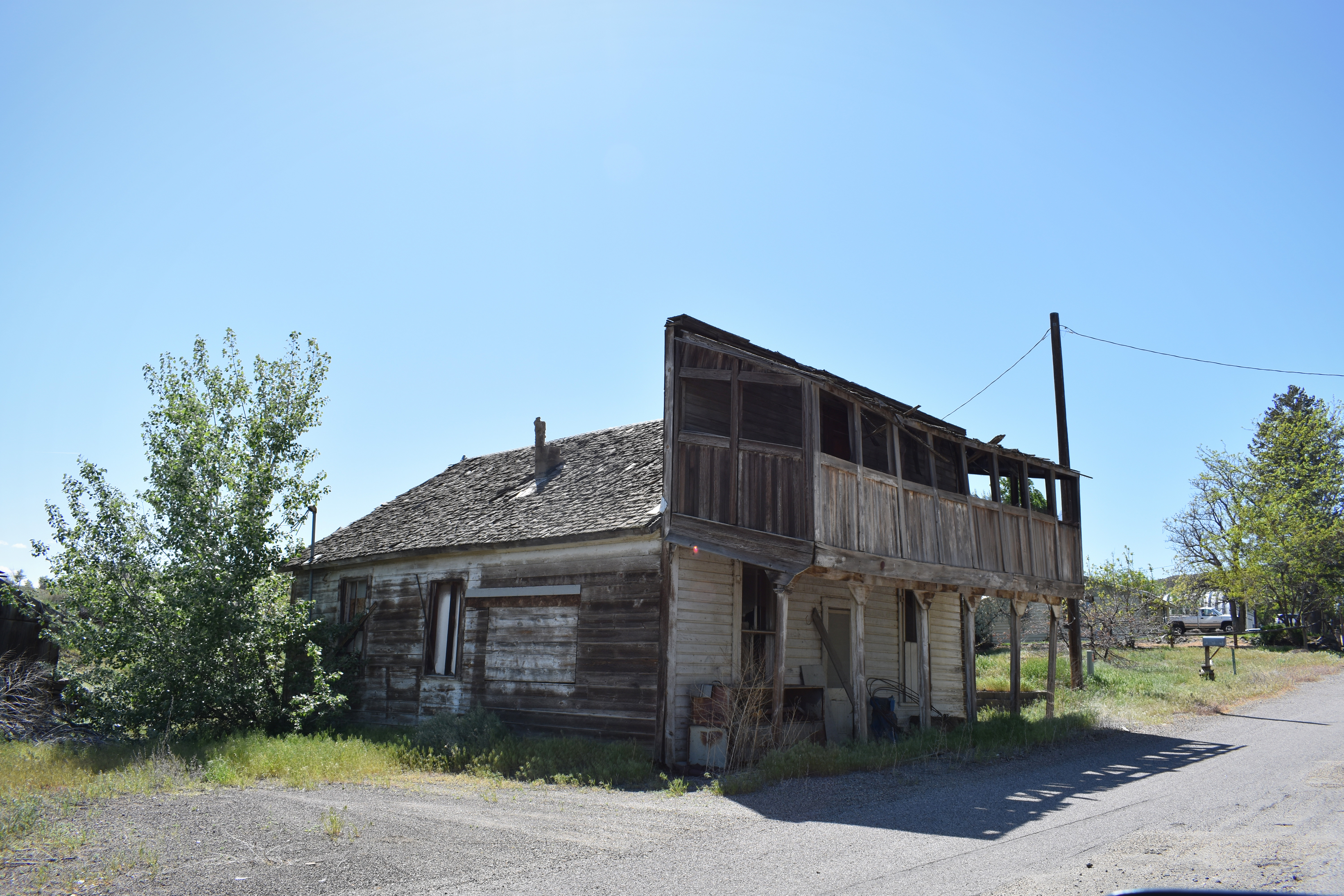
Architecture vernaculaire à Murphy, maison abandonnée.

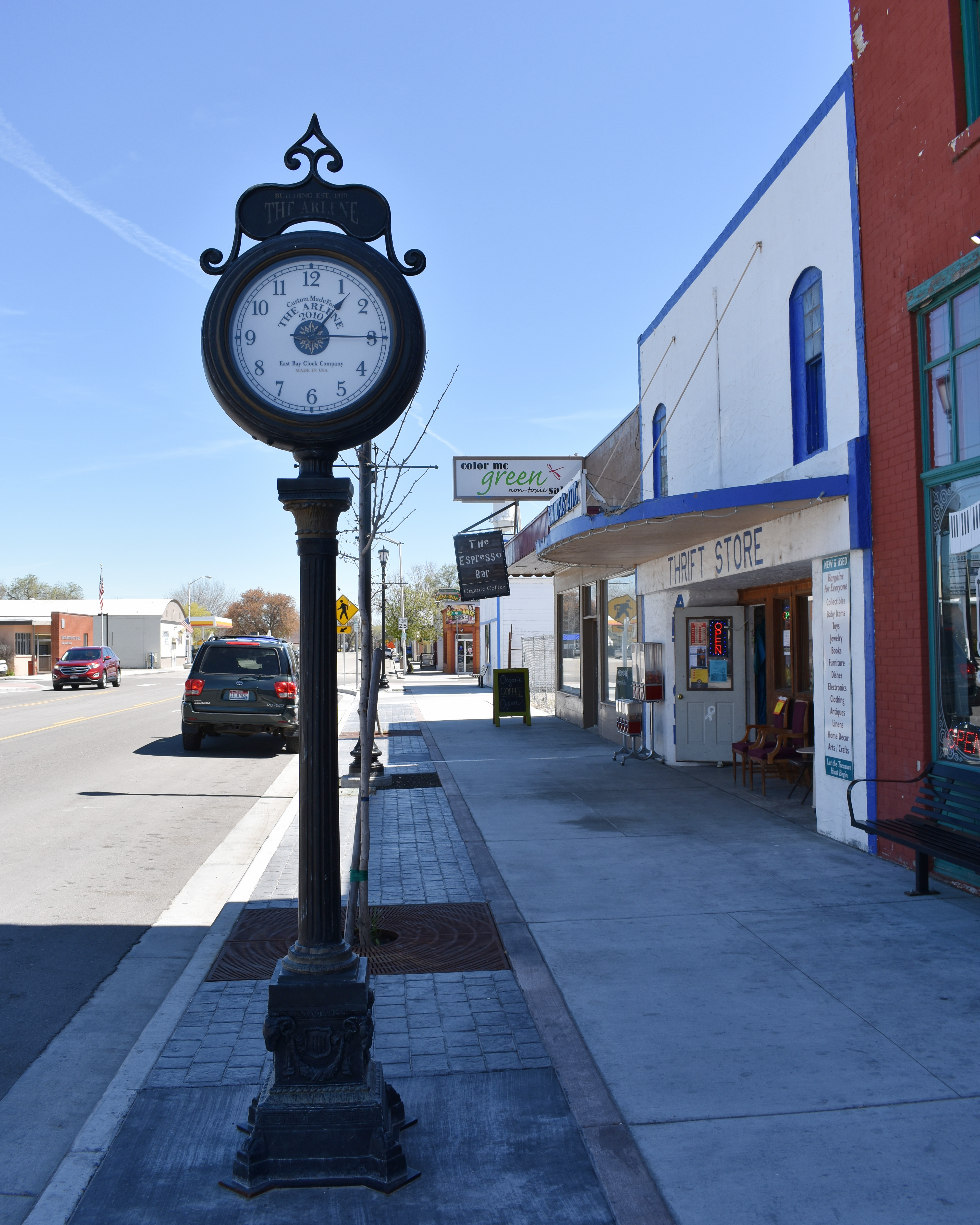
Kuna : Main Street.

### Éducation
Universités :
- College of Idaho (en)
- Université d'État de Boise
- Brigham Young University–Idaho (en)
- Université d'État de l'Idaho
- Lewis–Clark State College (en)
- Northwest Nazarene University (en)
- Université de l'Idaho
- North Idaho College (en)
- College of Southern Idaho (en)

### Sports
Les équipes de baseball de la Minor League baseball de l'État sont :
- Boise Hawks (en)
- Chukars d'Idaho Falls

Autres équipes sportives :
- Steelheads de l'Idaho, hockey sur glace
- Broncos de Boise State (NCAA), équipe universitaire omnisport
- Vandals de l'Idaho (NCAA), équipe universitaire omnisport

## Transports
Autoroutes principales :
- Interstate 15
- Interstate 84
- Interstate 86
- Interstate 90
- Interstate 184
- U.S. Route 2
- U.S. Route 12
- U.S. Route 20
- U.S. Highway 26
- U.S. Route 30
- U.S. Route 89
- U.S. Highway 91
- U.S. Highway 93
- U.S. Route 95